# Списак епизода серије Бансен је звер
Бансен је звер (енгл. Bunsen Is a Beast) америчка је анимирана серија креирана од стране канала Никелодион. Ради се о авантурама које заједно проживљавају звер Бансен и његов најбољи пријатељ Мајки који је за разлику од Бансена човек. Њих стално покушава да насамари Мајкијева ривалка Аманда, иако јој не иде добро у томе.

## Преглед серије
| Сезона | Сезона | Епизоде | Премијерно приказивање (САД) | Премијерно приказивање (САД) | Премијерно приказивање (Србија) | Премијерно приказивање (Србија) |
| Сезона | Сезона | Епизоде | Прва епизода                 | Последња епизода             | Прва епизода                    | Последња епизода                |
| ------ | ------ | ------- | ---------------------------- | ---------------------------- | ------------------------------- | ------------------------------- |
|        | 1      | 26      | 16. јануар 2017.             | 10. фебруар 2018.            | 5. јун 2017.                    | 17. септембар 2018.             |

## Епизоде
Напомена: Епизоде су распоређене по редоследу њиховог емитовања у Србији.

### 1. сезона
| Бр. у серији | Бр. у сезони | Наслов                                             | Режисер                  | Емитовање (САД)    | Емитовање (Србија)   | Прод. код |
| ------------ | ------------ | -------------------------------------------------- | ------------------------ | ------------------ | -------------------- | --------- |
| 1            | 1            | Бансен је звер / Тело и Звер ()                    | Џорџ Елиот и Кејт Оливер | 20. фебруар 2017.  | 5. јун 2017.         | 101       |
| 2            | 2            | Скривање и дивљање / Бансен жуди за сладоледом ()  | Џорџ Елиот и Кејт Оливер | 16. јануар 2017.   | 6. јун 2017.         | 102       |
| 3            | 3            | Једва прихватљиво понашање / Истеривачи звери ()   | Џорџ Елиот и Кејт Оливер | 21. фебруар 2017.  | 7. јун 2017.         | 103       |
| 4            | 4            | Такмичење у срицању / Мајки је звер ()             | Џорџ Елиот и Кејт Оливер | 22. фебруар 2017.  | 8. јун 2017.         | 104       |
| 5            | 5            | Страва у музеју / Згодна звер ()                   | Џорџ Елиот и Кејт Оливер | 23. фебруар 2017.  | 9. јун 2017.         | 105       |
| 6            | 6            | Полугодишњица пријатељства ()                      | Џорџ Елиот и Кејт Оливер | 4. март 2017.      | 12. јун 2017.        | 106       |
| 7            | 7            | Бансенови зуби ()                                  | Џорџ Елиот и Кејт Оливер | 25. фебруар 2017.  | 13. јун 2017.        | 107       |
| 8            | 8            | Страх од грмљавиње / Памћењем до пита ()           | Џорџ Елиот и Кејт Оливер | 11. март 2017.     | 14. јун 2017.        | 108       |
| 9            | 9            | Срећан вам Дан звери / Зверско стандардно време () | Џорџ Елиот и Кејт Оливер | 18. март 2017.     | 15. јун 2017.        | 109       |
| 10           | 10           | Несрећни кампери / Ходник правде ()                | Џорџ Елиот и Кејт Оливер | 25. март 2017.     | 16. јун 2017.        | 110       |
| 11           | 11           | Астроненаути ()                                    | Џорџ Елиот и Кејт Оливер | 14. април 2017.    | 23. октобар 2017.    | 111       |
| 12           | 12           | Болни загрљај / Љубавне муке ()                    | Џорџ Елиот и Кејт Оливер | 10. јун 2017.      | 24/25. октобар 2017. | 112       |
| 13           | 13           | Кекс-чудовиште / Протеза за невоље ()              | Џорџ Елиот и Кејт Оливер | 3. јун 2017.       | 26/27. октобар 2017. | 113       |
| 14           | 14           | Мајкипликација / Случај старог случаја ()          | Џорџ Елиот и Кејт Оливер | 17. јун 2017.      | 30/31. октобар 2017. | 114       |
| 15           | 15           | Бансенова зверска лопта / Бромео и Јулија ()       | Џорџ Елиот и Кејт Оливер | 24. јун 2017.      | 1/2. новембар 2017.  | 115       |
| 16           | 16           | Подучавање Аманде / Звер на изложби ()             | Џорџ Елиот и Кејт Оливер | 27. децембар 2017. | 19/20. март 2018.    | 116       |
| 17           | 17           | Авантуре у зверодадиљању / Звер Вилда ()           | Џорџ Елиот и Кејт Оливер | 21. децембар 2017. | 21/22. март 2018.    | 117       |
| 18           | 18           | Добра Аманда / Потрага за благом ()                | Џорџ Елиот и Кејт Оливер | 19. децембар 2017. | 23/26. март 2018.    | 118       |
| 19           | 19           | Распоред седења / Хипнотична шоља ()               | Џорџ Елиот и Кејт Оливер | 22. децембар 2017. | 27/28. март 2018.    | 119       |
| 20           | 20           | Купање Будлса / Дечак који је вриштао Вулфи ()     | Џорџ Елиот и Кејт Оливер | 20. децембар 2017. | 29/30. март 2018.    | 120       |
| 21           | 21           | Даљинска гозба / Неискусни репортери ()            | Џорџ Елиот и Кејт Оливер | 26. децембар 2017. | 11/12. јун 2018.     | 122       |
| 22           | 22           | Самостојеће главе / Сладосан ()                    | Џорџ Елиот и Кејт Оливер | 29. децембар 2017. | 13/14. јун 2018.     | 123       |
| 23           | 23           | Нема спавања / Тешка недоумица ()                  | Џорџ Елиот и Кејт Оливер | 28. децембар 2017. | 15/18. јун 2018.     | 124       |
| 24           | 24           | Другар или фолирант / Лепотица и звер ()           | Џорџ Елиот и Кејт Оливер | 10. фебруар 2018.  | 19/20. јун 2018.     | 126       |
| 25           | 25           | Зверска Ноћ вештица ()                             | Џорџ Елиот и Кејт Оливер | 14. октобар 2017.  | 15. септембар 2018.  | 121       |
| 26           | 26           | Бансен спасава Божић ()                            | Џорџ Елиот и Кејт Оливер | 18. децембар 2017. | 17. септембар 2018.  | 125       |